# Numa F. Tétaz
 (juillet 2024).
Numa F. Tétaz, né en 1926 à Nuremberg et mort en octobre 2005, est un linguiste, journaliste et enseignant vaudois.

## Biographie
Numa F. Tétaz est né en Allemagne, d'un père vaudois et d'une mère allemande. Il passe son enfance à Munich, dans un cadre familial où la musique est omniprésente, avant de venir en Suisse en 1941, d'abord aux Grisons, puis à Lausanne. C'est dans la capitale vaudoise qu'il passe son baccalauréat en 1945, au Gymnase de la Cité, et qu'il entreprend des études à la Faculté des lettres. Quant à sa formation musicale, il l'effectue au Conservatoire de Lausanne, sous la conduite de Paul Burger pour le violoncelle, d'Hermann Hertel pour la musique de chambre, et de François Olivier pour la théorie musicale.
Homme de lettres, musicien confirmé, Numa Tétaz mène une carrière d'enseignant et de critique musical. Il est ainsi nommé professeur d'allemand au Gymnase de jeunes filles de la Ville de Lausanne, à Villamont, en 1951, puis au Gymnase du Belvédère, et enfin à l'Université de Lausanne. Linguiste, humaniste et historien hors pair, il rédige en 1989 une grammaire allemande à la commande de l'Etat de Vaud, et traduit des textes qui rendent hommage à l'histoire vaudoise, comme Auf der Spur von Hemingway : Montreux-Vevey en 1992, ou Chillon: Mythos und Geschichte en 1990. Mais Numa Tétaz est surtout connu pour ses chroniques musicales dans le quotidien 24 Heures, où il travaille de 1960 à 1998, dont sept ans comme responsable de la rubrique classique.
Finalement, son parcours de musicien reste celui d'un amateur éclairé. Auditeur éclectique, appréciant alternativement Brahms, Bach, Beethoven ou le jazz, il joue dans un quatuor amateur chaque vendredi. Il est l'époux de la critique musicale Myriam Tétaz-Gramegna, avec laquelle il a deux enfants. Numa Tétaz décède en octobre 2005.